# 17 de enero
El 17 de enero es el 17.º (decimoséptimo) día del año en el calendario gregoriano. Quedan 348 días para finalizar el año (349 en los años bisiestos).

## Acontecimientos
- 1024: En la sala caliente de los baños califales del Alcázar andalusí de Córdoba, es asesinado el califa Abderramán V durante un motín perpetrado por su primo Muhámmad III, quien se proclamaría undécimo califa tras el regicidio.

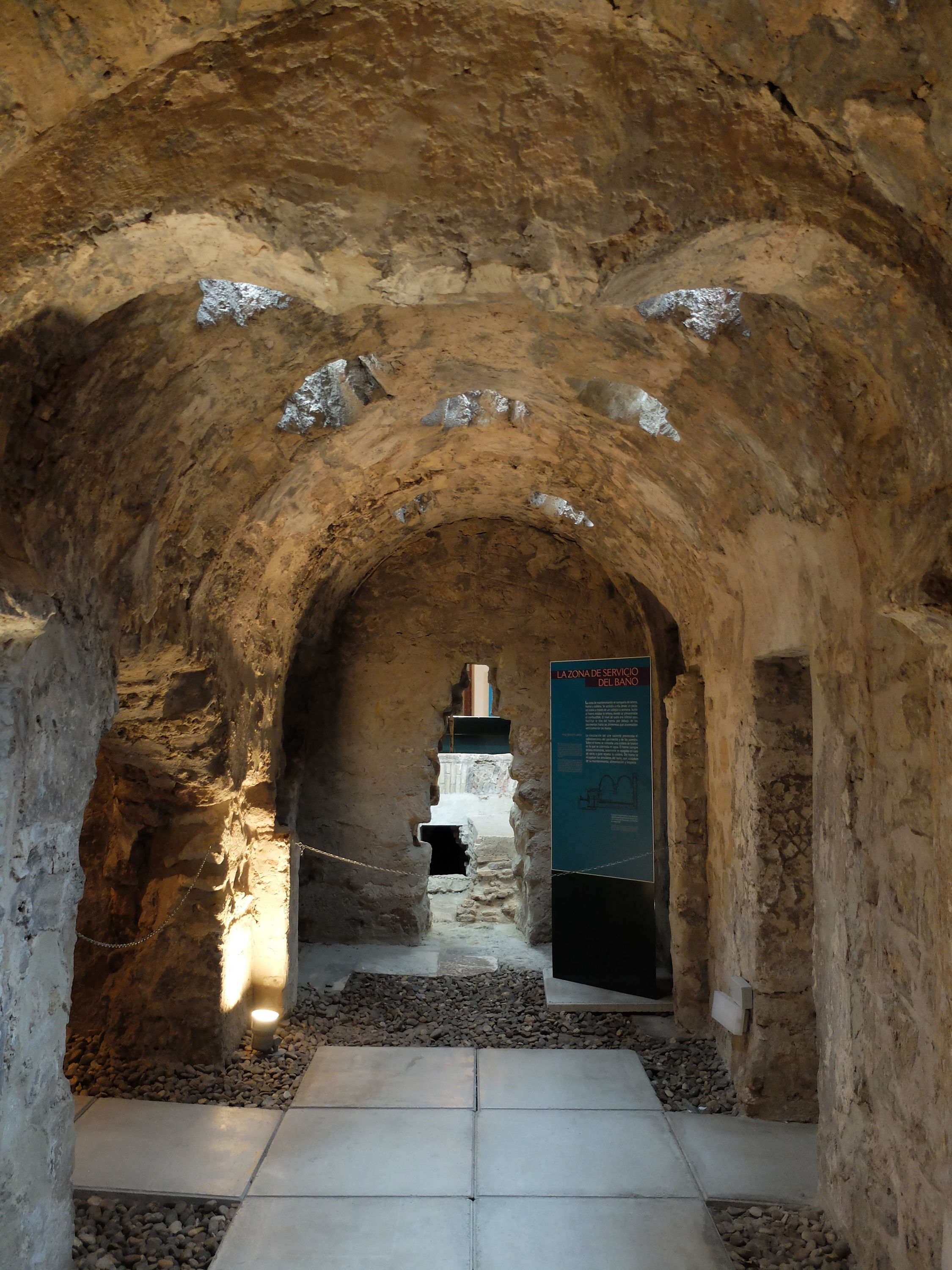
Interior de la sala caliente de los Baños califales de Córdoba en la actualidad.

- 1287: en las islas Baleares el rey aragonés Alfonso III invade Menorca.
- 1299: nacimiento del Imperio otomano de la mano de Osmán I.
- 1362: en el Mar del Norte, tercer día de la segunda inundación de san Marcelo, tormenta que arrasó los Países Bajos, Inglaterra y el norte de Alemania, causando entre 40 000 y 100 000 muertes.
- 1562: Catalina de Médici promulga en Francia el «Edicto de Saint-Germain» que consagra la libertad de conciencia y la libertad de culto para los protestantes.
- 1608: en Ebenat (Etiopía), los soldados liderados por el emperador Susenyos I sorprenden a un ejército de oromos; en la batalla mueren 12 000 oromos y 400 imperiales.
- 1694: en España se realiza la primera bajada en romería de la imagen de la Virgen de la Fuensanta desde su santuario hasta la ciudad de Murcia.
- 1784: por primera vez se establecen en Madrid los sellos de fecha para las cartas.
- 1793: la Convención francesa decide por un solo voto de diferencia la pena de muerte del rey Luis XVI.
- 1811: batalla del Puente de Calderón entre el ejército realista y el ejército insurgente mexicano, en la que venció el primero.
- 1817: en Mendoza, el general José de San Martín, al mando de 4000 hombres, inicia el cruce de la cordillera de los Andes para la campaña en Chile.[1]
- 1852: Gran Bretaña reconoce en la Convención de Sand River la independencia de Transvaal, que se llama a partir de ese momento República Sudafricana.
- 1871: en México se funda el Colegio Preparatorio de Ciencias y Artes, ahora conocido como Escuela Secundaria y de Bachilleres de Artes y Oficios, siendo esta la primera escuela en su tipo en ese país.
- 1881: en Perú ―en el marco de la guerra del Pacífico― el ejército de Chile toma la ciudad de Lima.
- 1904: en Moscú (Rusia) se estrena El jardín de los cerezos, de Antón Chéjov.
- 1912: llega al polo sur el explorador británico Robert Falcon Scott, un mes después de haberlo hecho el noruego Roald Amundsen.
- 1913: Raymond Poincaré es elegido presidente de la República francesa.
- 1914: las comisiones internacionales terminan la delimitación de fronteras entre Perú y Bolivia.
- 1917: el Gobierno de Estados Unidos adquieren las islas Vírgenes a Dinamarca por 25 millones de dólares estadounidenses.
- 1919: en Grecia mueren quinientas personas en el naufragio del barco Chaouina, en viaje hacia El Pireo.
- 1920: en Francia, Paul Deschanel es elegido presidente.
- 1920: en Estados Unidos entra en vigor la ley seca, que prohibió (sin éxito) la venta y consumo de bebidas alcohólicas.
- 1922: en Venezuela se adopta el sistema métrico decimal.
- 1930: la Unión Soviética no reconoce los tratados de Locarno y ordena que dos buques de guerra crucen los Dardanelos.
- 1930: tropas paraguayas rechazan el ataque del ejército boliviano en la isla de Poy.
- 1933: el Congreso de los Estados Unidos derrota por una mayoría de dos tercios al presidente Herbert Hoover y vota a favor de la independencia de Filipinas ―invadida y sojuzgada por Estados Unidos―.
- 1934: la nueva carta de trabajo redactada por el Gobierno alemán suprime los contratos colectivos, el arbitraje, el derecho a la huelga y el paro impuesto por los patronos.
- 1935: el Consejo de la Sociedad de las Naciones acuerda la incorporación de la cuenca del Sarre a Alemania.
- 1937: en España ―en el marco de la Guerra Civil― Manuel Azaña traslada a Valencia la sede de la presidencia de la República.
- 1938: en París se celebra la primera exposición internacional del surrealismo.
- 1939: la Alemania nazi prohíbe la actividad profesional a los odontólogos, veterinarios y farmacéuticos judíos.
- 1942: tropas británicas conquistan el paso de Halfaya, en el norte de África, y hacen 5000 prisioneros.
- 1943: se reanuda la ofensiva británica en Libia.
- 1944: en Buenos Aires, Juan Domingo Perón y Evita se conocen en la gala del Luna Park para los damnificados por el terremoto de San Juan.
- 1945: Varsovia es liberada de los nazis por fuerzas soviéticas.
- 1947: el doctor Enrique Hertzog es elegido presidente de Bolivia.
- 1948: los Países Bajos e Indonesia firman un armisticio.
- 1952: son detenidos en Túnez Habib Burguiba y numerosos militantes del Neo Destur.
- 1954: Milovan Đilas, presidente de la Asamblea Federal y vicepresidente de la República de Yugoslavia, es destituido de sus cargos.
- 1954: inauguración de la Estación Invernal y de Montaña Valgrande-Pajares en el Puerto de Pajares (Asturias), siendo una de las primeras estaciones de esquí de España.
- 1958: en Lima (Perú) se inaugura el canal Televisión Nacional, hoy TV Perú.
- 1959: en Buenos Aires, en la madrugada, el presidente Arturo Frondizi envía al Ejército a reprimir a los miles de huelguistas. Tanques de guerra derriban los portones. Son echados 5000 obreros.

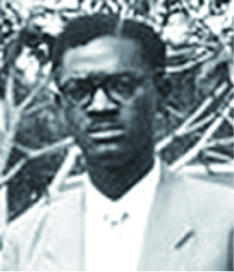
Patrice Lumumba, héroe nacional de la República Democrática del Congo.

- 1961: en la República Democrática del Congo, la CIA y el gobierno de Bélgica asesinan al líder nacionalista congoleño Patrice Lumumba.
- 1966: cerca de las costas de España colisionan dos aviones estadounidenses. Caen cuatro bombas atómicas, tres en las cercanías de Palomares y otra en las proximidades de Almería.
- 1969: The Beatles lanzan al mercado la banda sonora de su película Yellow Submarine.
- 1974: en Colombia, el Movimiento 19 de abril toma la Quinta de Bolívar, y sustrae la espada del Libertador, en el primer acto público de dicho movimiento.
- 1975: el artista estadounidense Bob Dylan lanzó su álbum influyente Blood on the Tracks («Sangre en las Pistas»).
- 1980: Charles Weismann anuncia que han logrado producir interferón humano gracias al empleo de la biotecnología.
- 1980: un destructor español es ametrallado en aguas saharauis por un caza marroquí.
- 1982: es liberado el ginecólogo Julio Iglesias Puga, padre de Julio Iglesias, secuestrado por la banda terrorista ETA el 29 de diciembre del año anterior.
- 1983: Asesinan a Luis Vigoraux , animador y productor Puertorriqueño.
- 1984: se inaugura en Estocolmo la Conferencia sobre Desarme en Europa, en la que participaron representantes de 35 países.
- 1986: se firma en La Haya, el protocolo que establece relaciones diplomáticas entre Israel y España.
- 1991: las tropas multinacionales estacionadas en el golfo Pérsico comienzan su ataque contra Irak.
- 1993: el compositor Carmelo Bernaola ingresa en la Real Academia de Bellas Artes de San Fernando.
- 1994: un terremoto en Los Ángeles (California) causa 54 muertos y 5420 heridos.
- 1995: un terremoto de 7,2 grados en la escala Richter sacude la región japonesa de Kansai y causa 5500 muertos y 26 000 heridos.
- 1996: ETA secuestra al funcionario de prisiones, José Antonio Ortega Lara.
- 1997: decenas de miles de personas se manifiestan en toda España para pedir la libertad de Cosme Delclaux y Ortega Lara, secuestrados por la banda terrorista ETA.
- 1998: el Tribunal Constitucional de Turquía ilegaliza el islámico Partido del Bienestar para proteger la laicidad del Estado.
- 1999: la policía serbia masacra a la población de Racak al sur de Kosovo en busca de guerrilleros del Ejército de Liberación.
- 2001: el llamado «comando Barcelona» de la banda terrorista ETA intenta matar al locutor de radio Luis del Olmo con un coche bomba.
- 2002: en Goma (República Democrática del Congo), la erupción del volcán Nyiragongo causa medio centenar de muertos y devora barrios enteros de la ciudad.
- 2002: Ariel Sharón niega a la Unión Europea sus peticiones para suavizar la presión sobre los Territorios Palestinos.
- 2006: Black Eyed Peas Publica la Canción Pump It del álbum Monkey Business
- 2008: en Pasto (Colombia) el volcán Galeras entra en erupción a las 20:06 (hora local).
- 2010: en Chile, es electo Sebastián Piñera como presidente de la República, poniendo fin a veinte años de gobierno de la Concertación.
- 2014: en España surge el partido político de izquierdas Podemos liderado por Pablo Iglesias Turrión.
- 2019: en Bogotá, Colombia, un carro bomba explota en la academia militar Francisco de Paula Santander dejando un saldo de 21 muertos y más de 60 heridos.[2]
- 2021: Alexei Navalny, máximo opositor de Vladímir Putin, regresa a Rusia después de su envenenamiento fallido. No obstante, el dirigente político fue detenido en el Aeropuerto Internacional de Moscú.[3][4]
- 2021: En San Juan, Argentina se disputa la final de la Copa Diego Armando Maradona entre Boca Juniors y Banfield. Copa en honor al astro del fútbol mundial fallecido durante el 2020.[5]

## Nacimientos
- 1432/1433: Antonio Pollaiuolo, pintor y escultor italiano (f. 1498).
- 1463: Federico III, «el Sabio», príncipe elector sajón (f. 1525).
- 1501: Leonhart Fuchs, científico alemán (f. 1566).

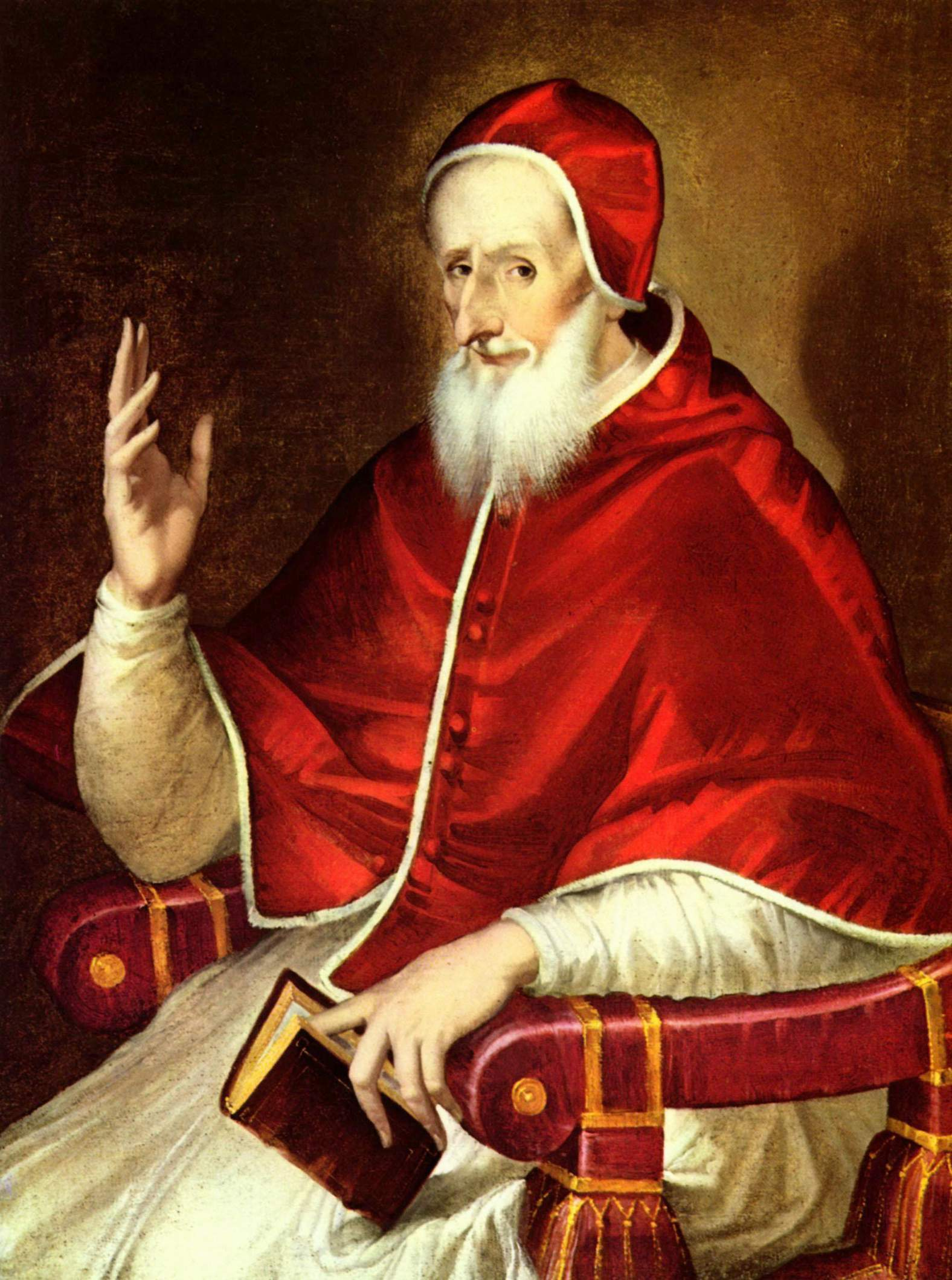
Pío V.

- 1504: Pío V, papa de la Iglesia católica entre 1566 y 1572 (f. 1572).
- 1560: Caspar Bauhin, botánico y médico suizo (f. 1624).

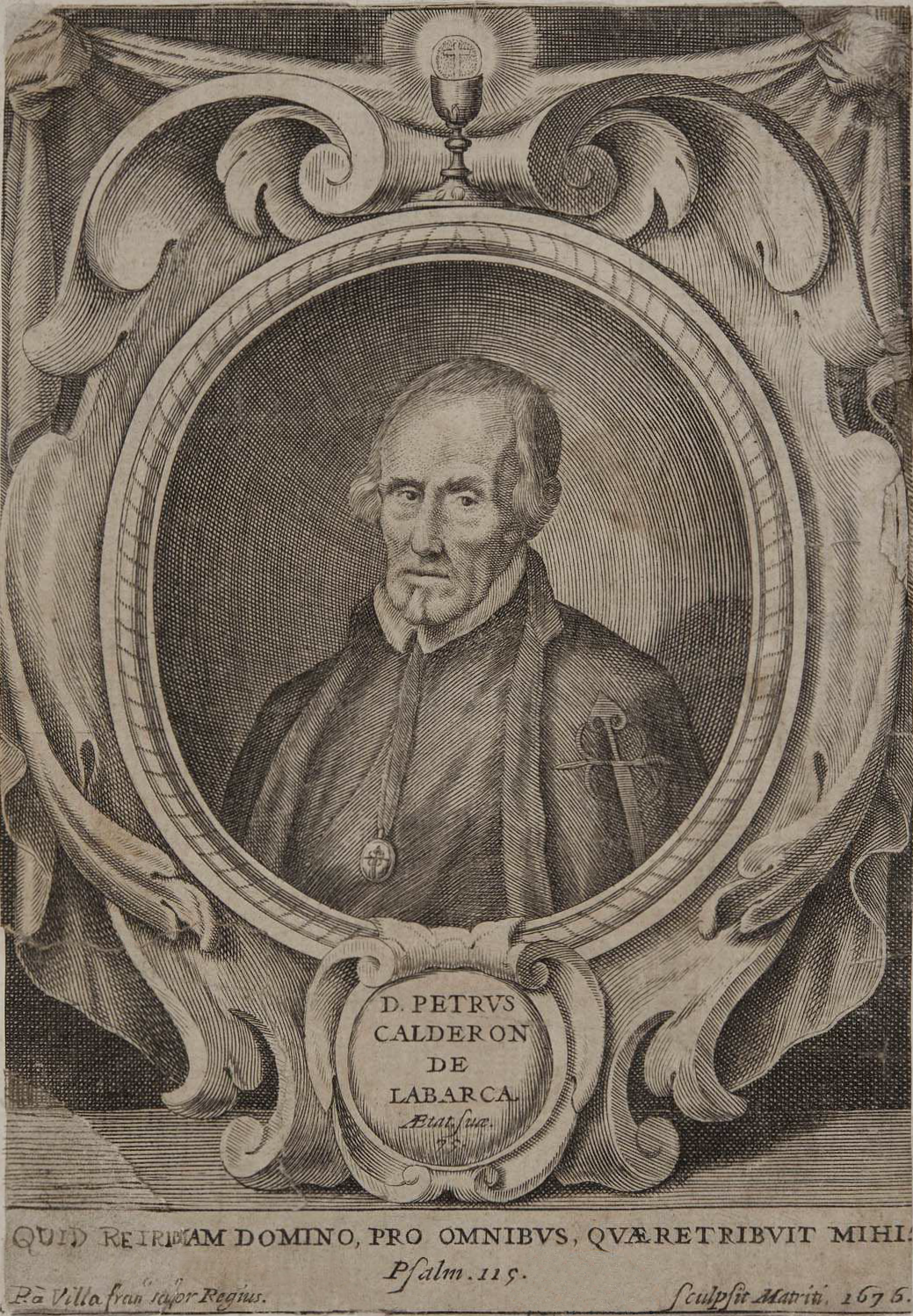
Pedro Calderón de la Barca.

- 1600: Pedro Calderón de la Barca, dramaturgo español (f. 1681).
- 1612: Thomas Fairfax, general británico (f. 1671).

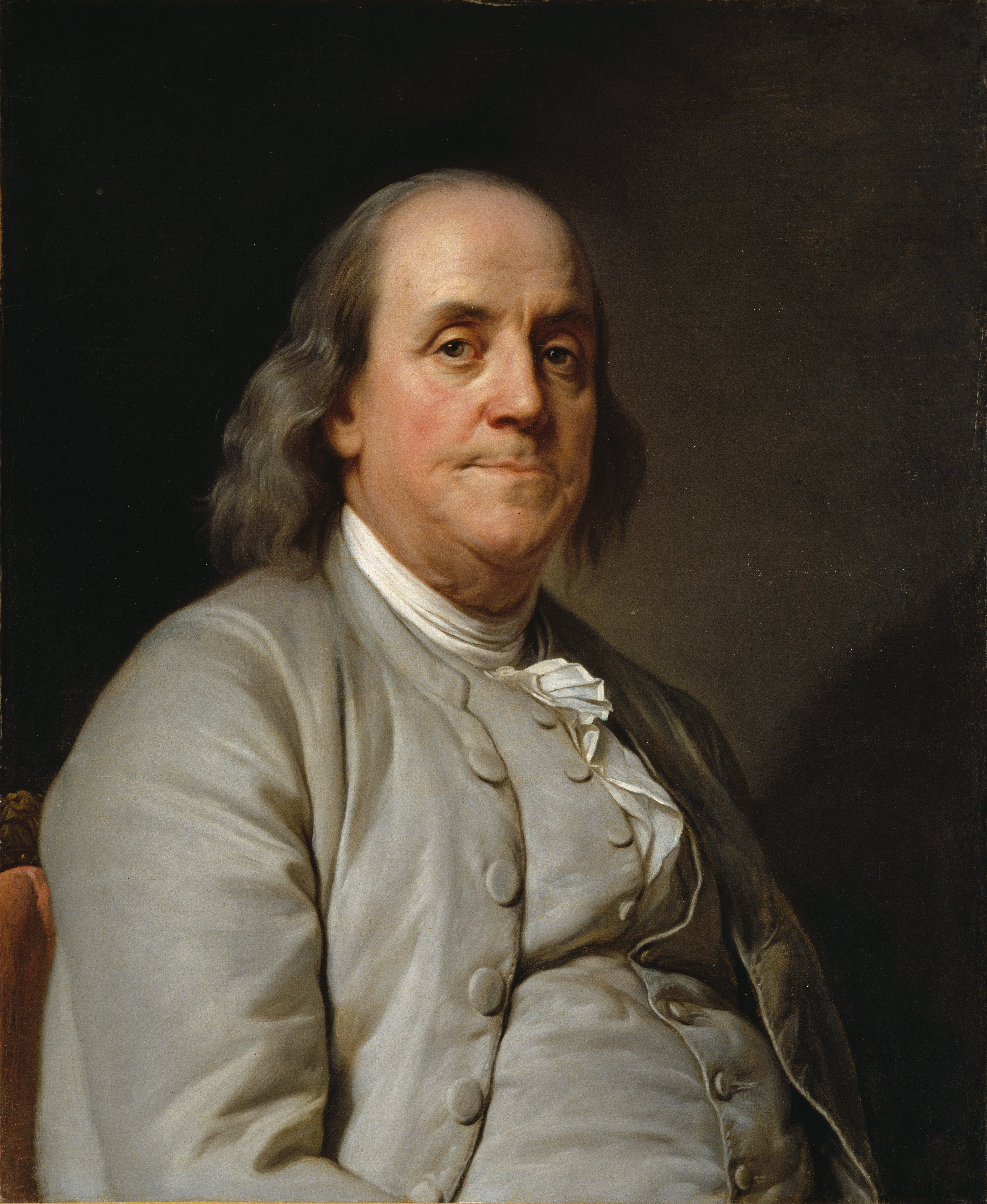
Benjamín Franklin.

- 1706: Benjamin Franklin, científico y diplomático estadounidense (f. 1790).
- 1719: William Vernon, mercader estadounidense (f. 1806).
- 1734: François-Joseph Gossec, músico francés (f. 1829).
- 1739: Pedro Palacios y Sojo, religioso y maestro de música venezolano (f. 1799).
- 1761: James Hall, geólogo y geofísico británico (f. 1832).
- 1783: Pedro Gual, abogado, periodista, político, estadista y diplomático venezolano (f. 1862).
- 1800: Caleb Cushing, diplomático estadounidense (f. 1879).
- 1806: Richard Joseph Courtois, médico, botánico y explorador belga (f. 1835).
- 1814: Ellen Wood, escritora británica (f. 1887).
- 1820: Anne Brontë, novelista y poeta británica (f. 1849).
- 1824: Guilherme Schüch Capanema, ingeniero y físico brasileño (f. 1908).
- 1829: Catherine Booth, religiosa británica (f. 1890).
- 1837: Antonio José Fernández de Villalta y Uribe, político y abogado español (f. 1921).
- 1851: Arthur Burdett Frost, ilustrador estadounidense (f. 1928).
- 1851: Antonio Hernández Fajarnés, catedrático y escritor español (f. 1909).
- 1858: Tomás Carrasquilla, escritor colombiano (f. 1940).

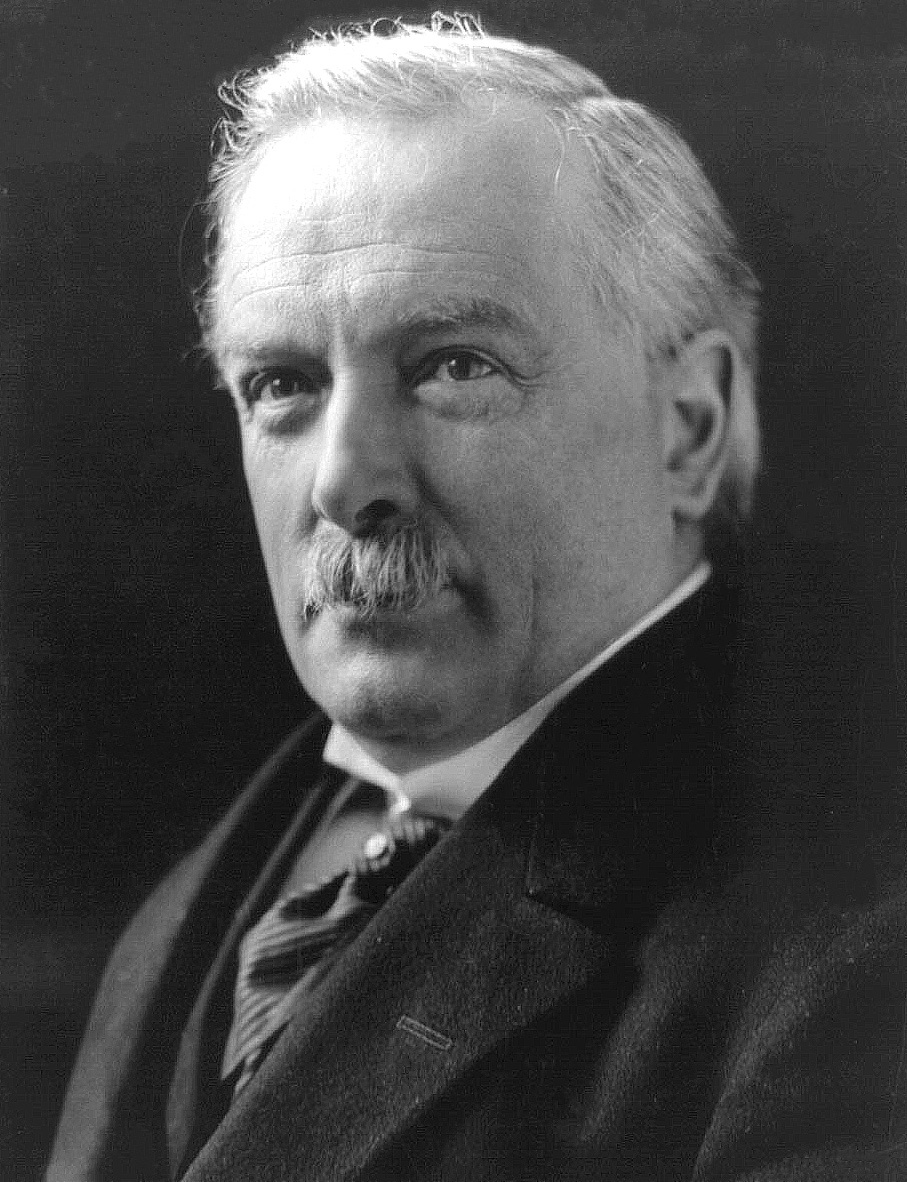
David Lloyd George.

- 1863: David Lloyd George, político británico, primer ministro del Reino Unido entre 1916 y 1922 (f. 1945).
- 1867: Carl Laemmle, cineasta alemán (f. 1939).
- 1871: David Beatty, almirante británico (f. 1936).
- 1871: Nicolae Iorga, historiador y político rumano (f. 1940).
- 1875: Pedro Mata y Domínguez, escritor español (f. 1946).
- 1875: Charles Rousselière, tenor francés (f. 1950)
- 1875: Florencio Sánchez, dramaturgo, periodista y anarquista uruguayo (f. 1910).
- 1875: Tomás Soley Güell, economista e historiador costarricense (f. 1943).
- 1878: Joaquín Benjumea, político español (f. 1963).

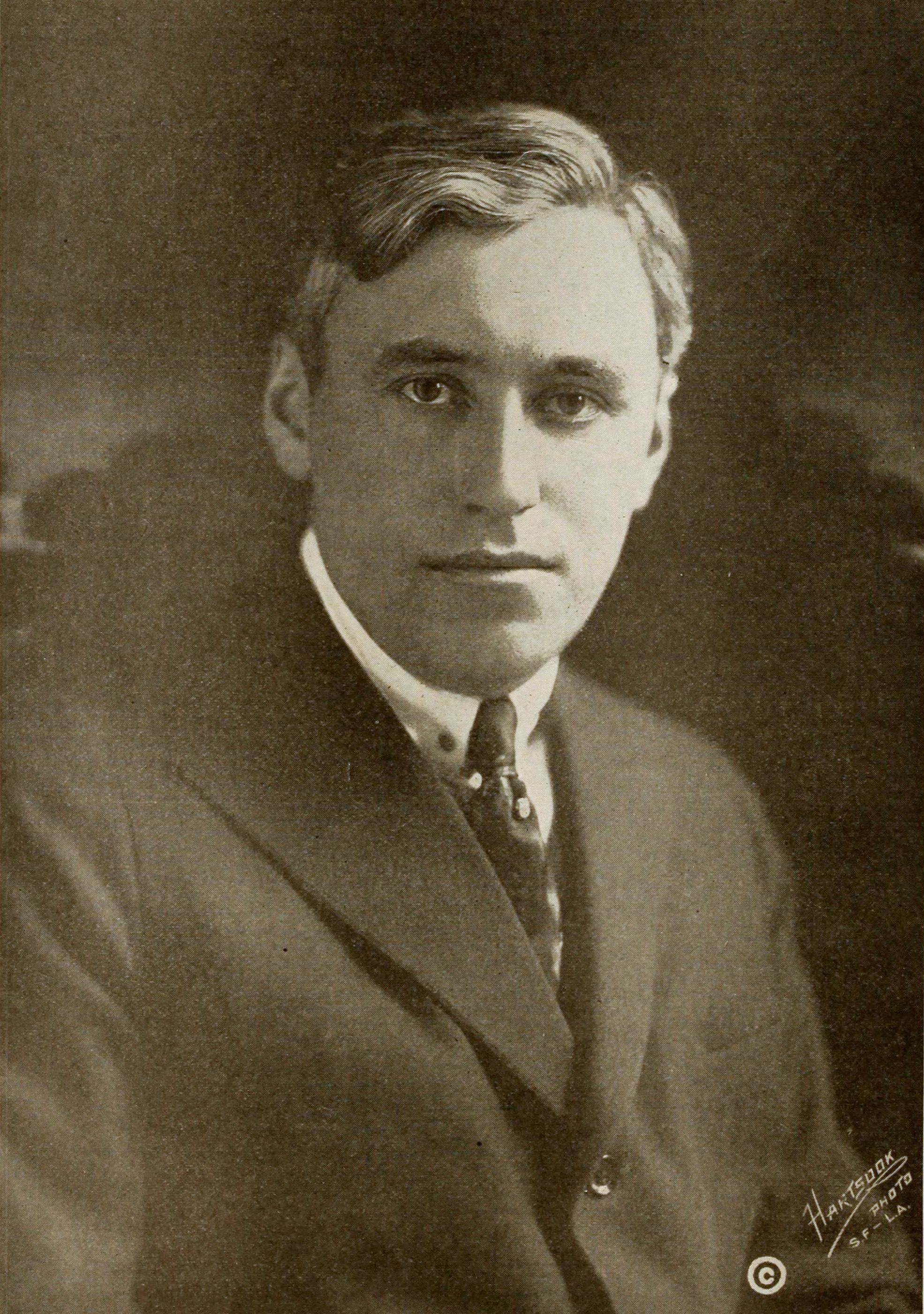
Mack Sennett.

- 1880: Mack Sennett, productor y cineasta estadounidense (f. 1960).
- 1881: Alfred Reginald Radcliffe-Brown, antropólogo social británico (f. 1955).
- 1882: Antonio de la Paz Guerra, abogado y militar mexicano (f. 1916).
- 1883: Compton Mackenzie, escritor británico (f. 1972).
- 1885: Emmy Hennings, poeta y novelista alemana, dadaísta (f. 1948).
- 1889: Ralph H. Fowler, físico estadounidense (f. 1944).
- 1895: Antonio Martín Escudero, cantaor y anarcosindicalista español (f. 1937).
- 1897: Nils Asther, actor sueco (f. 1981).
- 1897: Marcel Petiot, asesino en serie francés (f. 1946).

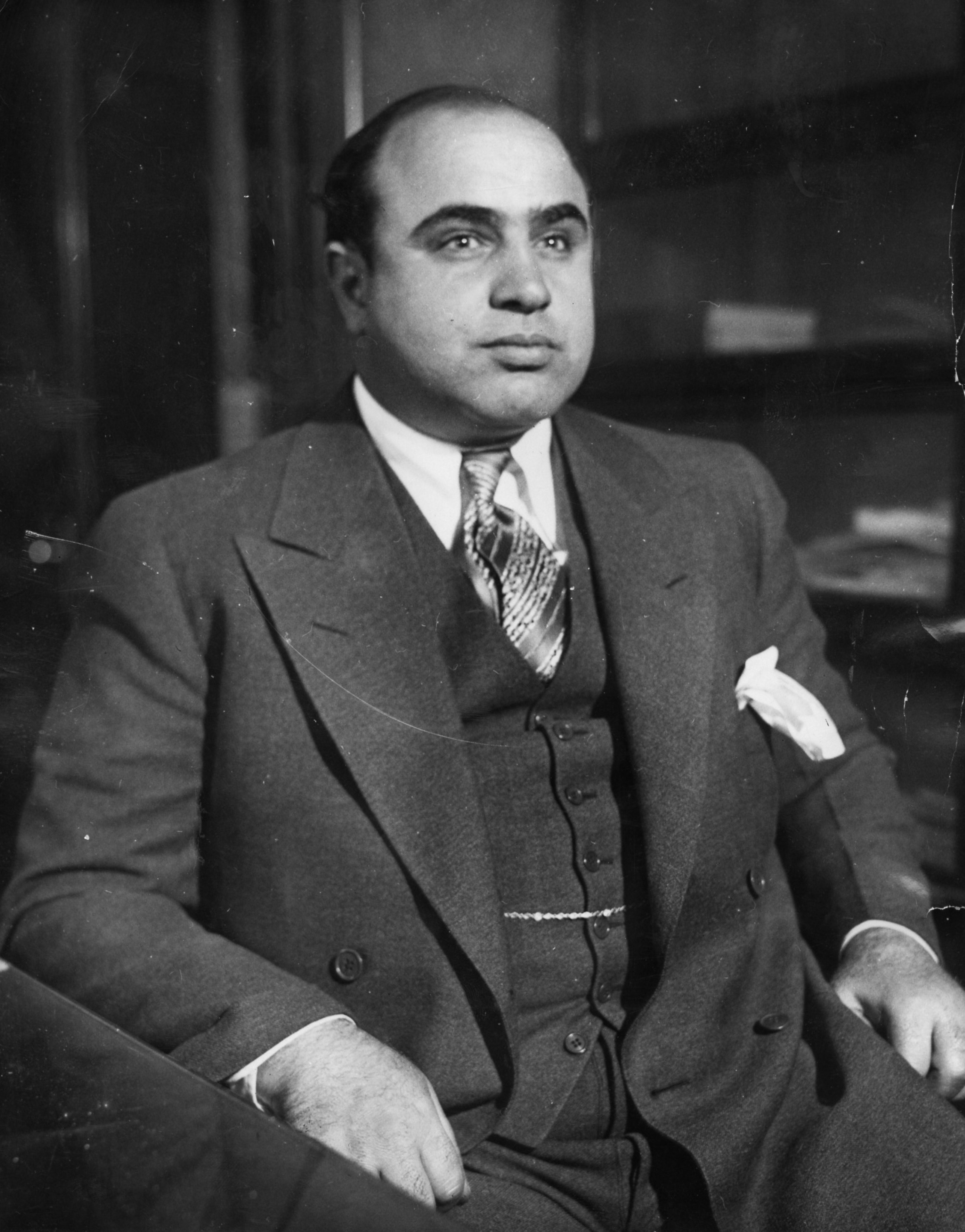
Al Capone.

- 1899: Al Capone, gánster y empresario estadounidense (f. 1947).
- 1905: Louis Armand, ingeniero y alto funcionario francés (f. 1971).
- 1905: Romano Amerio, historiador de la filosofía y teólogo suizo, crítico del Concilio Vaticano II (f. 1997).
- 1905: Peggy Gilbert, saxofonista de jazz estadounidense (f. 2007).
- 1905: Guillermo Stábile, futbolista argentino (f. 1966).
- 1906: Tomás Alvira, pedagogo y edafólogo español (f. 1992).
- 1909: Rafael García Herreros, religioso colombiano (f. 1992).
- 1911: George Stigler, economista estadounidense, premio Nobel de Economía 1982 (f. 1991).
- 1911: John S. McCain, Jr., almirante estadounidense (f. 1981).
- 1912: Luis Korda, fotógrafo cubano (f. 1985).
- 1913: Werenfried van Straaten, sacerdote católico neerlandés (f. 2003).
- 1914: Anacleto Angelini, empresario chileno de origen italiano (f. 2007).
- 1914: Jerry Siegel, historietista estadounidense, cocreador de Superman (f. 1996).
- 1917: Ramón Cardemil, jinete de rodeo chileno (f. 2007).
- 1919: Antonio Mingote, humorista gráfico español (f. 2012).
- 1919: Antonio Palenzuela, obispo español (f. 2003).
- 1921: Antonio Prohías, caricaturista cubano (f. 1988).
- 1921: Elisa Frota Pessoa, física experimental brasileña (f. 2018).

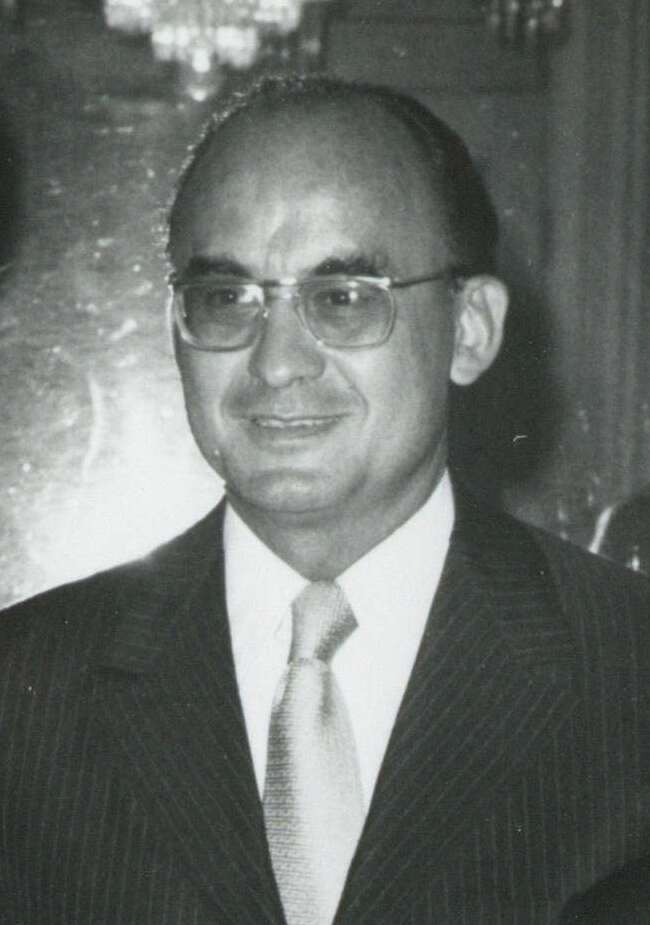
Luis Echeverría Álvarez.

- 1922: Luis Echeverría Álvarez, abogado mexicano, presidente de México entre 1970 y 1976 (f. 2022).
- 1922: Betty White, actriz estadounidense (f. 2021).
- 1922: Sheila van Damm, piloto de rallyes británica (f. 1987).
- 1925: Robert Cormier, escritor estadounidense (f. 2000).
- 1926: Antonio Domingo Bussi, militar argentino (f. 2011).
- 1927: Eartha Kitt, actriz y cantante estadounidense (f. 2008).
- 1927: Roberto Rodríguez Luna, guitarrista y cantante uruguayo (f. 1992).

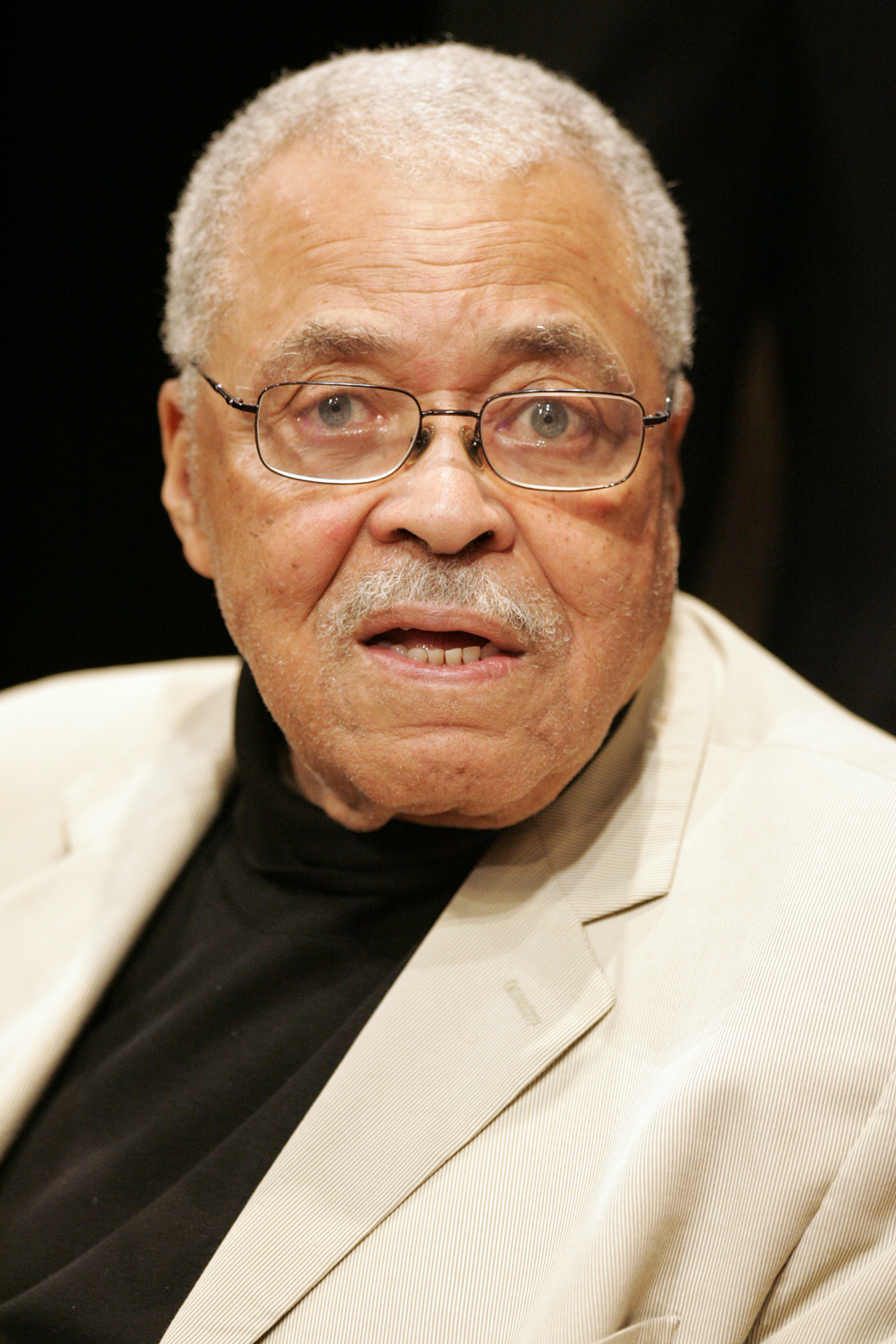
James Earl Jones.

- 1931: James Earl Jones, actor estadounidense (f. 2024).
- 1932: Andrés Selpa, boxeador argentino (f. 2003).
- 1932: Sheree North, actriz estadounidense (f. 2005).
- 1932: Aniceto Utset, ciclista español (f. 1998).
- 1933: Dalida, cantante y actriz francesa (f. 1987).
- 1939: Maury Povich, presentador de televisión estadounidense.

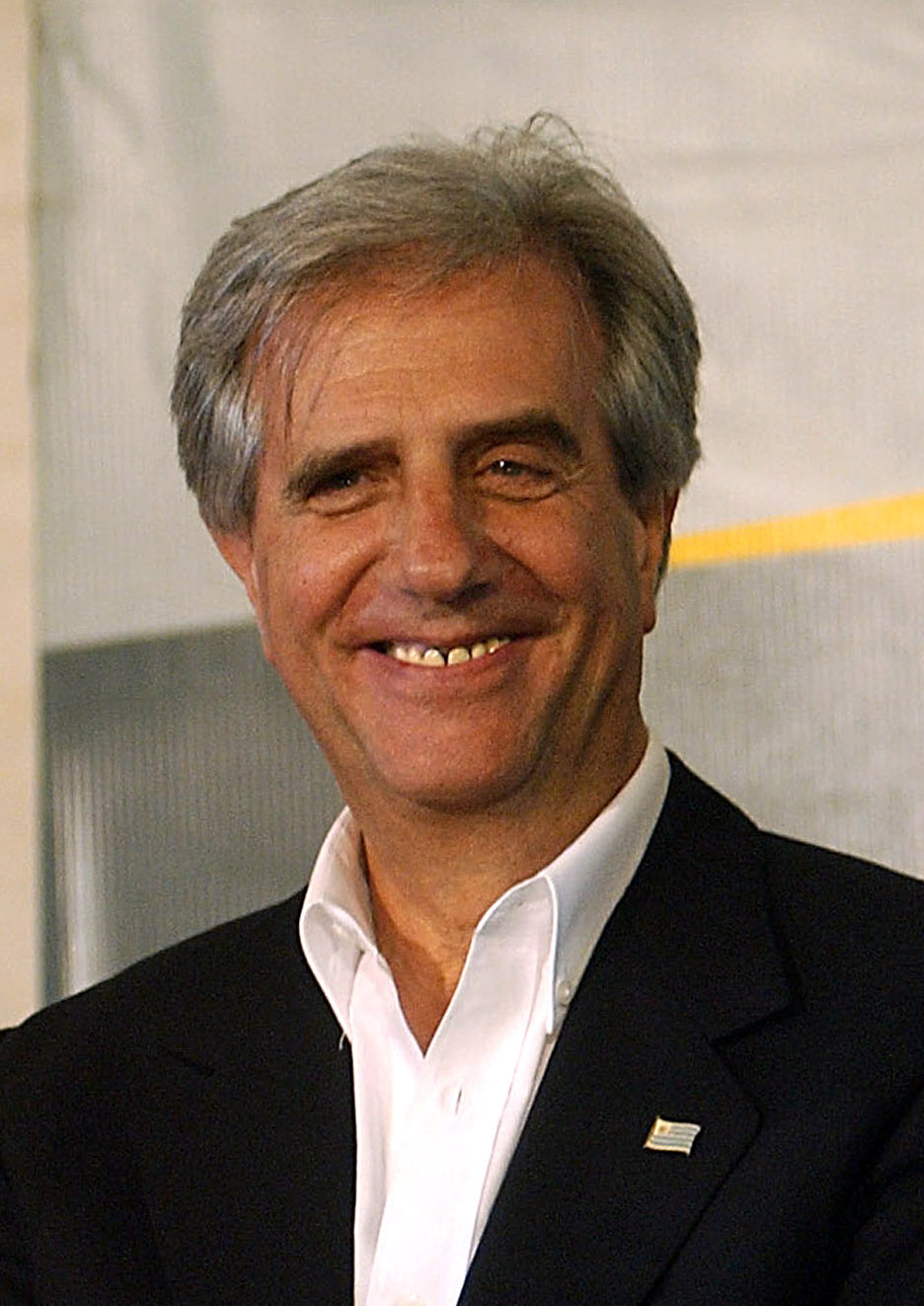
Tabaré Vázquez

- 1940: Tabaré Vázquez, médico y político uruguayo, presidente de Uruguay entre 2005-2010 y 2015-2020 (f. 2020).
- 1940: Rosa Posada, abogada y política española (f. 2014).
- 1942: Forges, humorista gráfico español (f. 2018).
- 1942: Muhammad Ali, boxeador estadounidense (f. 2016)
- 1943: René Préval, político e ingeniero agrónomo haitiano, presidente de Haití entre 1996-2001 y 2006-2011 (f. 2017).
- 1943: Elsa López, escritora española.
- 1943: Chris Montez, cantante estadounidense.
- 1944: Concha Cuetos, actriz española.
- 1944: Françoise Hardy, cantante francesa (f. 2015).
- 1944: Beatriz Lockhart, pianista y compositora uruguaya (f. 2015).
- 1946: Luis Figuerola-Ferretti, periodista español.
- 1948: Davíð Oddsson, político islandés, primer ministro de Islandia entre 1991 y 2004.
- 1949: Andy Kaufman, actor estadounidense (f. 1984).
- 1949: Juan Gossaín, periodista y escritor colombiano.
- 1949: Carlos Alberto Solari, «Indio Solari», cantante argentino.

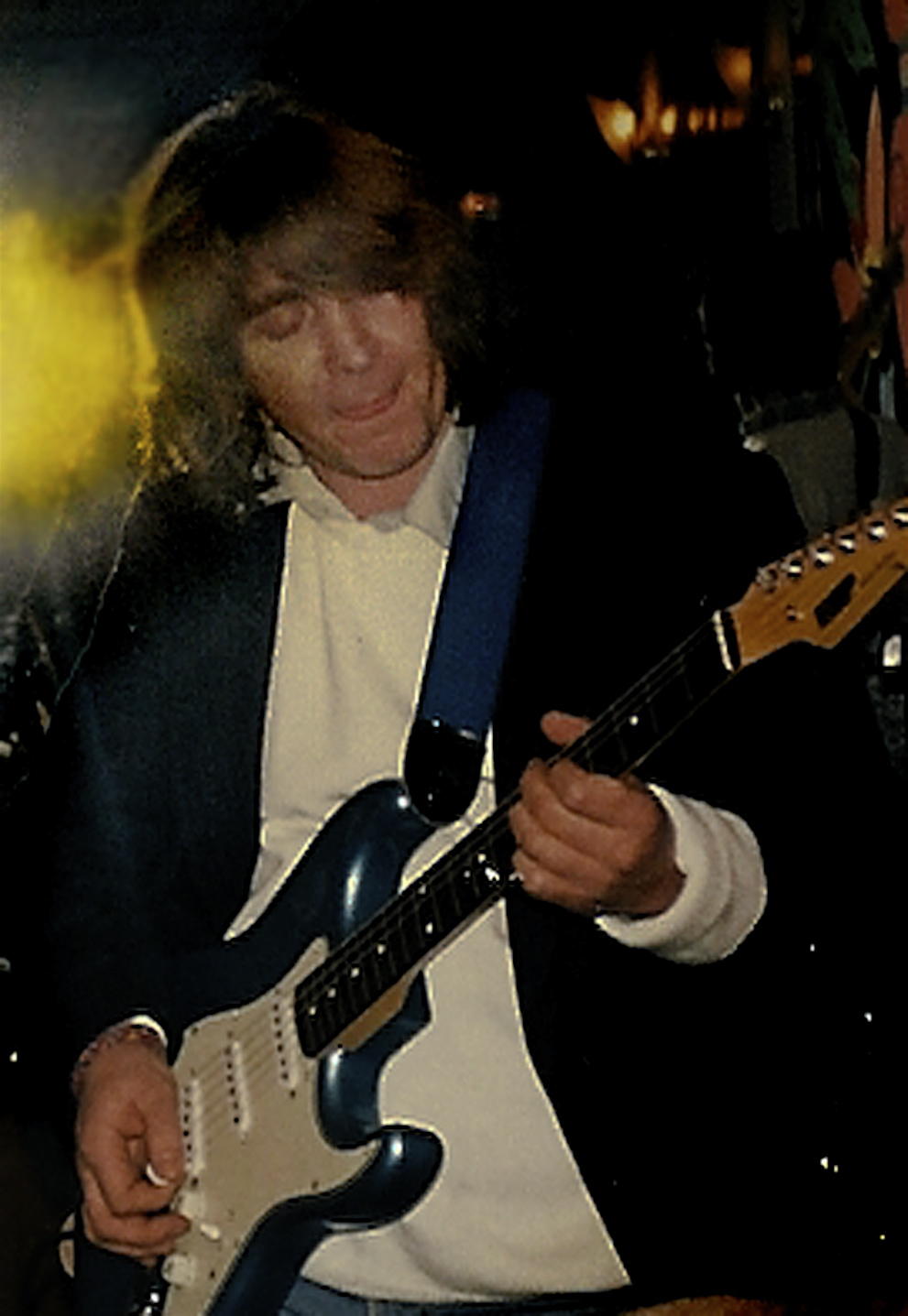
Mick Taylor.

- 1949: Mick Taylor, músico británico, de la banda The Rolling Stones.
- 1949: Sandra Mason, política barbadense, Presidenta de Barbados desde 2021.
- 1950: Cristina Galbó, actriz y profesora de baile española.
- 1950: Luis López Nieves, escritor puertorriqueño.
- 1952: Luisa Albinoni, actriz argentina.
- 1952: Ryūichi Sakamoto, músico japonés (f. 2023).
- 1952: Gilberto Hirata Chico, político mexicano.
- 1954: Marina Rossell, cantante española.
- 1954: Raúl Taibo, actor argentino.
- 1955: Steve Earle, cantante estadounidense.
- 1955: Katalin Karikó, bioquímica húngara, Premio Nobel de Fisiología o Medicina 2023.
- 1955: Mami Koyama, seiyū japonesa.
- 1955: Ismael Ivo, bailarín y coreógrafo brasileño (f. 2021).
- 1955: Esteban Vigo, futbolista y entrenador español.
- 1956: Lalo de los Santos, bajista y cantautor argentino (f. 2001).
- 1956: Paul Young, cantante británico.
- 1959: Susanna Hoffs, vocalista estadounidense, de la banda The Bangles.
- 1961: Maia Chiburdanidze, ajedrecista soviética.

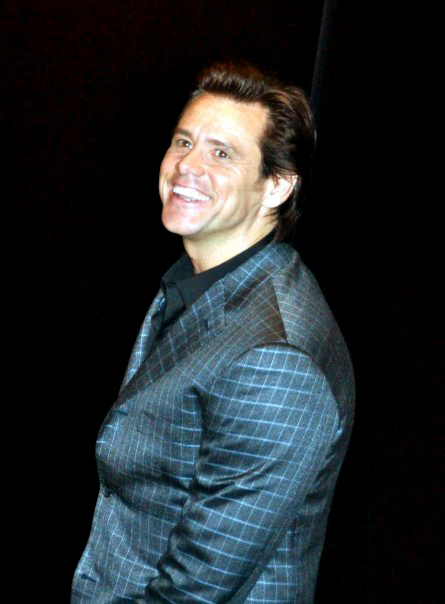
Jim Carrey.

- 1962: Jim Carrey, actor y comediante canadiense.
- 1962: Lorenzo Rico, jugador español de balonmano.
- 1962: Luis Estrada, cineasta mexicano.
- 1962: Denis O'Hare, actor estadounidense.
- 1963: Kai Hansen, músico alemán, creador del power metal y fundador de Helloween y Gamma Ray.
- 1963:Viridiana Alatriste, actriz mexicana (f. 1982).

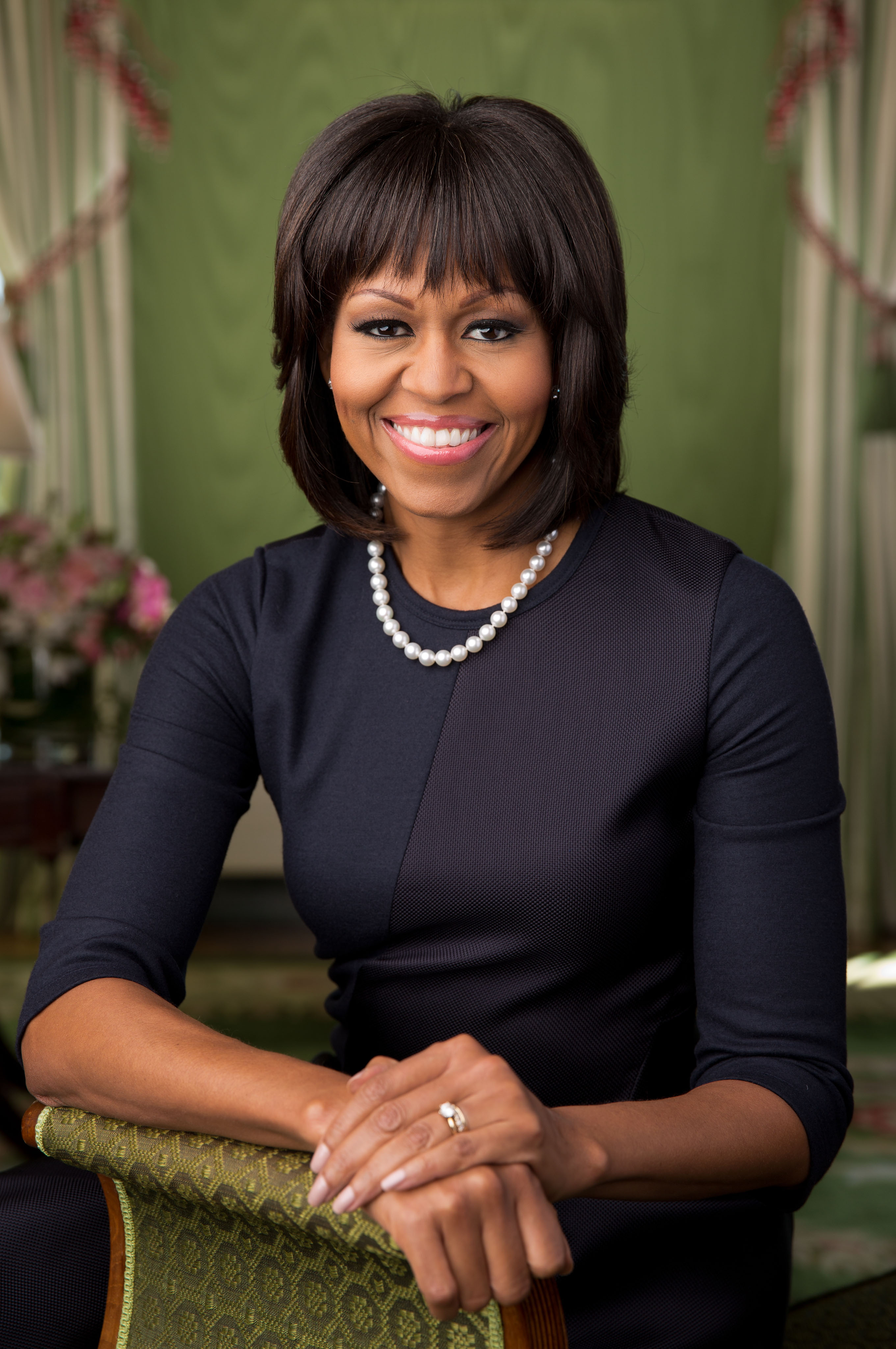
Michelle Obama.

- 1964: Michelle Obama, abogada y primera dama estadounidense.
- 1964: Andy Rourke, bajista británico (f. 2023).
- 1965: Manuel Sánchez Delgado, futbolista español.
- 1966: Stephin Merritt, cantante estadounidense, de la banda The Magnetic Fields.
- 1966: Karim Aïnouz, directora de cine, guionista y artista visual brasileña.
- 1966: Amy Sherman Palladino, guionista y directora de televisión estadounidense.
- 1967: Song Kang-ho, actor surcoreano.
- 1968: Steven Levitsky, politólogo estadounidense.
- 1968: Svetlana Masterkova, atleta rusa.
- 1969: Naveen Andrews, actor británico.
- 1969: Lukas Moodysson, guionista y cineasta sueco.
- 1969: DJ Tiësto (Tijs Verwest), disc jockey neerlandés.
- 1970: Genndy Tartakovsky, animador estadounidense de origen ruso.
- 1971: Richard Burns, piloto británico de rallis (f. 2005).
- 1971: Leonardo Ciampa, compositor estadounidense.
- 1971: Javier Gutiérrez Álvarez, actor español.
- 1971: Kid Rock, cantante estadounidense.
- 1971: Sylvie Testud, actriz francesa.
- 1972: Ken Hirai, cantante japonés.
- 1972: Lil Jon, rapero estadounidense.
- 1972: Juan Fernando Velasco, músico ecuatoriano.
- 1973: Cuauhtémoc Blanco, futbolista y político mexicano. Gobernador de Morelos entre 2018 y 2024.
- 1974: Ladan y Laleh Bijani, siamesas iraníes (f. 2003).
- 1975: Freddy Rodríguez, actor puertorriqueño.
- 1975: Patrick Zwaanswijk, futbolista neerlandés.
- 1975: Coco Lee, cantante hongkonesa-estadounidense (f. 2023).
- 1977: Kevin Fertig, luchador profesional estadounidense.
- 1977: Leigh Whannell, actor y guionista australiano.
- 1978: Pampita, modelo argentina.
- 1978: Ricky Wilson, músico británico, de la banda Kaiser Chiefs.
- 1979: Ricardo Cabanas, futbolista suizo.
- 1979: Stefano Carozzo, esgrimidor italiano.
- 1979: Micaela Ramazzotti, actriz italiana.
- 1980: Zooey Deschanel, actriz estadounidense.
- 1981: Daniel Diges, actor y cantante español.
- 1981: Ray-J, cantante estadounidense.
- 1982: Dwyane Wade, baloncestista estadounidense.
- 1982: Alex Varkatzas, vocalista estadounidense, de la banda Atreyu.
- 1983: Álvaro Arbeloa, futbolista español.
- 1983: Alexander Meier, futbolista alemán.
- 1983: Chris Rolfe, futbolista estadounidense.
- 1984: Calvin Harris, músico y productor escocés, especializado en música electrónica.
- 1984: Filip Hološko, futbolista eslovaco.
- 1985: Adriana Ugarte, actriz española.
- 1985: Simone Simons, mezzosoprano y vocalista neerlandesa, de la banda Épica.
- 1987: Arjan van Dijk, futbolista neerlandés.
- 1988: Mykola Morozyuk, futbolista ucraniano.
- 1989: Kelly Marie Tran, actriz canadiense.
- 1989: Darío Álvarez, beisbolista dominicano.
- 1990: Esteban Chaves, ciclista colombiano.
- 1990: Kaj Ramsteijn, futbolista neerlandés.
- 1991: Michelangelo Albertazzi, futbolista italiano.
- 1991: Mariusz Korzępa, futbolista polaco (f. 2016).
- 1994: Lucy Boynton, actriz británica.
- 1994: Reina Ueda, seiyū japonesa.
- 1994: Kristoffer Haraldseid, futbolista noruego.
- 1994: Tom Bohli, ciclista suizo.
- 1996: Chani cantante, modelo, MC y actor surcoreano, integrante del grupo SF9.
- 1996: Sebastián Villalobos, actor, cantante y youtuber colombiano.
- 1996: Victor Lafay, ciclista francés.
- 1996: Ernest Ohemeng, futbolista ghanés.
- 1996: Lukas Zerbe, balonmanista alemán.
- 1997: Charithra Chandran, actriz y modelo británica de ascendencia hindú.
- 1997: Jake Paul, actor, boxeador y youtuber estadounidense.
- 1997: Sondre Brunstad Fet, futbolista noruego.
- 1997: Sebastiano Arman, jugador de curling italiano.
- 1997: Andreas Hanche-Olsen, futbolista noruego.
- 1997: Santiago Colombatto, futbolista argentino.
- 1998: Lovro Majer, futbolista croata.
- 1998: Jeff Reine-Adélaïde, futbolista francés.
- 1998: Anthony Zambrano, atleta colombiano.
- 1998: Ronaldo Ariza, futbolista colombiano.
- 1999: Isa Briones, actriz y cantante estadounidense.
- 1999: Nérilia Mondésir, futbolista haitiana.
- 1999: Julián Zea, futbolista colombiano.
- 1999: Mauro Méndez, futbolista uruguayo.
- 1999: Francesca Napodano, voleibolista italiana.
- 1999: Carlos Almada, futbolista argentino.
- 1999: Cristian Cardo, baloncestista argentino.
- 2000: Kang Chan-hee, cantante y actor surcoreano.
- 2000: Luis Palma, futbolista hondureño.
- 2000: José Bolívar, futbolista peruano.
- 2000: Piero Vivanco, futbolista peruano.
- 2000: Devlin DeFrancesco, piloto de automovilismo canadiense.
- 2000: Augusto Schott, futbolista argentino.
- 2000: Ayo Dosunmu, baloncestista estadounidense.
- 2000: Marco Antonio García Robledo, futbolista mexicano.
- 2000: Barbora Veselá, atleta checa.
- 2000: Daniel Roy, nadador estadounidense.

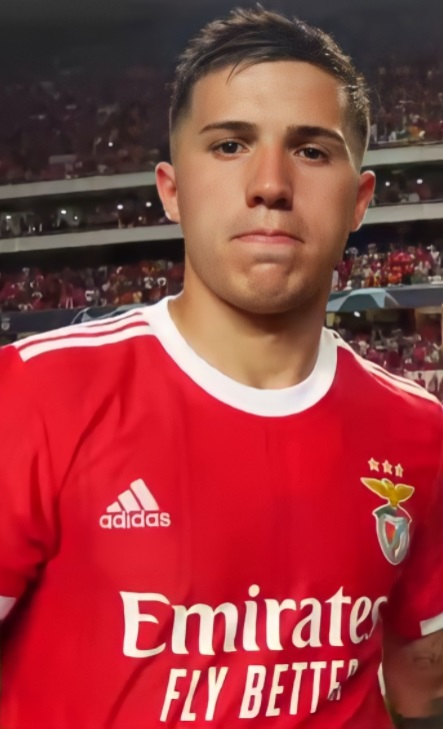
Enzo Fernández.

- 2001: Enzo Fernández, futbolista argentino.
- 2001: Angie Vázquez, cantante mexicana.
- 2001: Rithvik Choudary Bollipalli, tenista indio.
- 2001: Tylor Perry, baloncestista estadounidense.
- 2002: Samuel, cantante estadounidense.
- 2004: Harry Collett, actor británico.
- 2005: Jaydon Hibbert, atleta jamaicano.
- 2005: Yolanda Sierra, futbolista española.

## Fallecimientos
- 356: San Antonio Abad, religioso egipcio (n. 251).
- 395: Teodosio I el Grande, emperador romano oriental entre 379 y 395 y occidental entre 394 y 395 (n. 347).
- 764: José de Frisinga, obispo alemán (n. ¿?).
- 1675: Bernard Frénicle de Bessy, matemático francés (n. 1605).
- 1689: Pedro Atanasio Bocanegra, pintor español (n. 1638).
- 1705: John Ray, naturalista británico (n. 1627).
- 1706: Philipp Peter Roos, pintor alemán (n. 1657).
- 1751: Tomaso Albinoni, compositor y violinista italiano (n. 1671).
- 1784: Yosa Buson, pintor japonés (n. 1716).
- 1815: Marie-Louise O'Murphy, cortesana francesa, amante de Luis XV de Francia (n. 1737).
- 1824: Carlos Martínez de Irujo y Tacón, diplomático y político español (n. 1763).
- 1826: Juan Crisóstomo de Arriaga, compositor español (n. 1806).
- 1829: Adam Müller, escritor, crítico, economista y político conservador alemán (n. 1779).
- 1861: Lola Montez, bailarina y aventurera irlandesa (n. 1821).
- 1863: Horace Vernet, pintor francés (n. 1789).
- 1869: Aleksandr Dargomyzhski, compositor ruso (n. 1813).
- 1874: Chang y Eng Bunker, siameses tailandeses (n. 1811).
- 1889: Juan Montalvo, escritor y filósofo ecuatoriano (n. 1832).
- 1891: Thomas Graham Balfour, médico cirujano escocés, pionero del uso de estadísticas en la medicina (n. 1813).
- 1891: José Vila de Prat, militar carlista español (n. 1813).
- 1893: Rutherford B. Hayes, abogado estadounidense, presidente entre 1877 y 1881 (n. 1822).
- 1899: Panos Koronaios, militar y político griego (n. 1809).
- 1903: Gabriel Baudry-Lacantinerie, jurisconsulto francés (n. 1837).
- 1907: Antonio Montes Vico, torero español (n. 1876).
- 1911: Francis Galton, explorador y científico británico (n. 1822).
- 1926: Adolfo Bonilla, filósofo español (n. 1875).
- 1927: Jenaro Sánchez Delgadillo, sacerdote, mártir y santo mexicano (n. 1886).
- 1933: Louis Comfort Tiffany, artista y diseñador estadounidense (n. 1848).
- 1934: Mariano Dubón, sacerdote y Siervo de Dios nicaragüense (n. 1862).
- 1941: Virginio Arias, escultor chileno. (n. 1855).
- 1942: Walter von Reichenau, mariscal de campo alemán (n. 1884).
- 1946: Jenny Nyström, pintora e ilustradora sueca (n. 1854).
- 1947: Piotr Krasnov, historiador ruso y general (n. 1869).
- 1961: Patrice Lumumba, político y primer ministro congoleño en 1960 (n. 1925).
- 1961: Zhambyl Tulaev, francotirador soviética (n. 1905)
- 1964: Terence Hanbury White, escritor británico (n. 1906).
- 1973: Juan Adsuara, escultor español (n. 1893).
- 1973: Tarsila do Amaral, pintora brasileña (n. 1886).
- 1975: Gustavo Rojas Pinilla, militar colombiano dictador entre 1953 y 1957 (n. 1900).
- 1980: Agustín Yáñez, escritor mexicano (n. 1904).
- 1982: Osvaldo Zubeldía, futbolista y entrenador argentino (n. 1927).
- 1983: Luis Vigoraux , animador y productor Puertorriqueño.
- 1989: Alfredo Zitarrosa, cantautor uruguayo (n. 1936).
- 1991: Olaf V, aristócrata noruego, rey entre 1957 y 1991 (n. 1903).
- 1994: Helen Stephens, atleta estadounidense (n. 1918).
- 1995: Miguel Torga, médico, poeta y escritor portugués (n. 1907).
- 1996: Barbara Jordan, abogada, educadora y política estadounidense (n. 1936).
- 1996: Leopoldo del Real, político y abogado mexicano, asesinado (n. 1940).
- 1997: Clyde Tombaugh, astrónomo estadounidense (n. 1906).
- 2001: Homero Cárpena, actor argentino (n. 1910).
- 2001: Gregory Corso, poeta estadounidense (n. 1930).
- 2002: Camilo José Cela, escritor español, premio Nobel de Literatura en 1989 (n. 1916).
- 2003: Richard Crenna, actor estadounidense (n. 1926).
- 2003: Roberto Huerta, militar e ingeniero aeronáutico argentino (n. 1917).
- 2003: Jaime Vivanco, pianista y compositor chileno (n. 1960).
- 2005: Virginia Mayo, actriz estadounidense (n. 1920).
- 2007: Art Buchwald, escritor satírico estadounidense (n. 1925).
- 2007: Juan Reynoso Portillo, compositor y violinista mexicano (n. 1912).
- 2008: Bobby Fischer, ajedrecista islandés de origen estadounidense (n. 1943).
- 2008: Allan Melvin, actor estadounidense (n. 1923).
- 2008: Carole Lynne, actriz británica (n. 1918).
- 2010: Daisuke Gōri, seiyū japonés (n. 1952).
- 2010: Erich Segal, escritor estadounidense (n. 1937).
- 2010: Enrique Velasco Ibarra, político mexicano (n. 1927).
- 2011: Eloy Linares Málaga, historiador peruano (n. 1926).
- 2012: Carlos Pujol, escritor y traductor español (n. 1936).
- 2012: Johnny Otis, músico de blues estadounidense (n. 1921).
- 2013: Jakob Arjouni, escritor alemán (n. 1964).
- 2013: Yves Debay (58), periodista belga (n. 1954).
- 2013: Fernando Guillén, actor español (n. 1932).
- 2013: Claudio Leo, guitarrista italiano, de la banda Lacuna Coil (n. 1972).
- 2014: Salvador Breglia, jugador y entrenador de fútbol paraguayo (n. 1935).
- 2014: Luis Tomasello, artista plástico argentino (n. 1915).
- 2015: Origa, cantante rusa nacida soviética (n. 1970).
- 2018: Augusto Polo Campos, expolicía, músico y compositor peruano (n. 1932).
- 2019: Vicente Álvarez Areces, político español, presidente del Principado de Asturias entre 1999 y 2011 (n. 1943).
- 2020: Terence Hallinan, político estadounidense (n. 1936).
- 2020: Juan Carlos Saravia, músico folclórico argentino (n. 1930).
- 2023: Lucile Randon, religiosa católica y supercentenaria francesa (n. 1904).
- 2023: Jay Briscoe, luchador profesional estadounidense (n. 1984).
- 2025: Denis Law, futbolista escocés (n. 1940).

## Celebraciones
- Día del Protector Animal.[6]
En recuerdo a San Antonio Abad (más cococido como San Antón), patrono de los animales (ver Santoral Católico).

- Día Internacional de la Cocina Italiana.
Celebración dedicada a la verdadera comida de Italia, famosa en todo el mundo, para autenticarla, respetando las recetas originales y protegerla de las falsificaciones.

 Por países
(Por orden alfabético)
- Estados Unidos:
  - Día de Benjamin Franklin. Benjamín Franklin (1706-1790) fue un polímata estadounidense. Destacado como científico, inventor, diplomático y uno de los Padres Fundadores de los Estados Unidos, ayudó a redactar la Declaración de Independencia y la Constitución. Sus inventos incluyen el pararrayos y los lentes bifocales.
(en inglés: Benjamin Franklin Day).
  - Día Nacional de los Niños Inventores.
(en inglés: Kid Inventors’ Day).
  - Día del Contrabandista de Licores.
(en inglés: Bootlegger’s Day).
  - Día de Popeye. Fecha del debut del famoso personaje en una tira cómica llamada Thimble Theatre el 17 de enero de 1929.
(en inglés: Popeye Day).

### Santoral católico

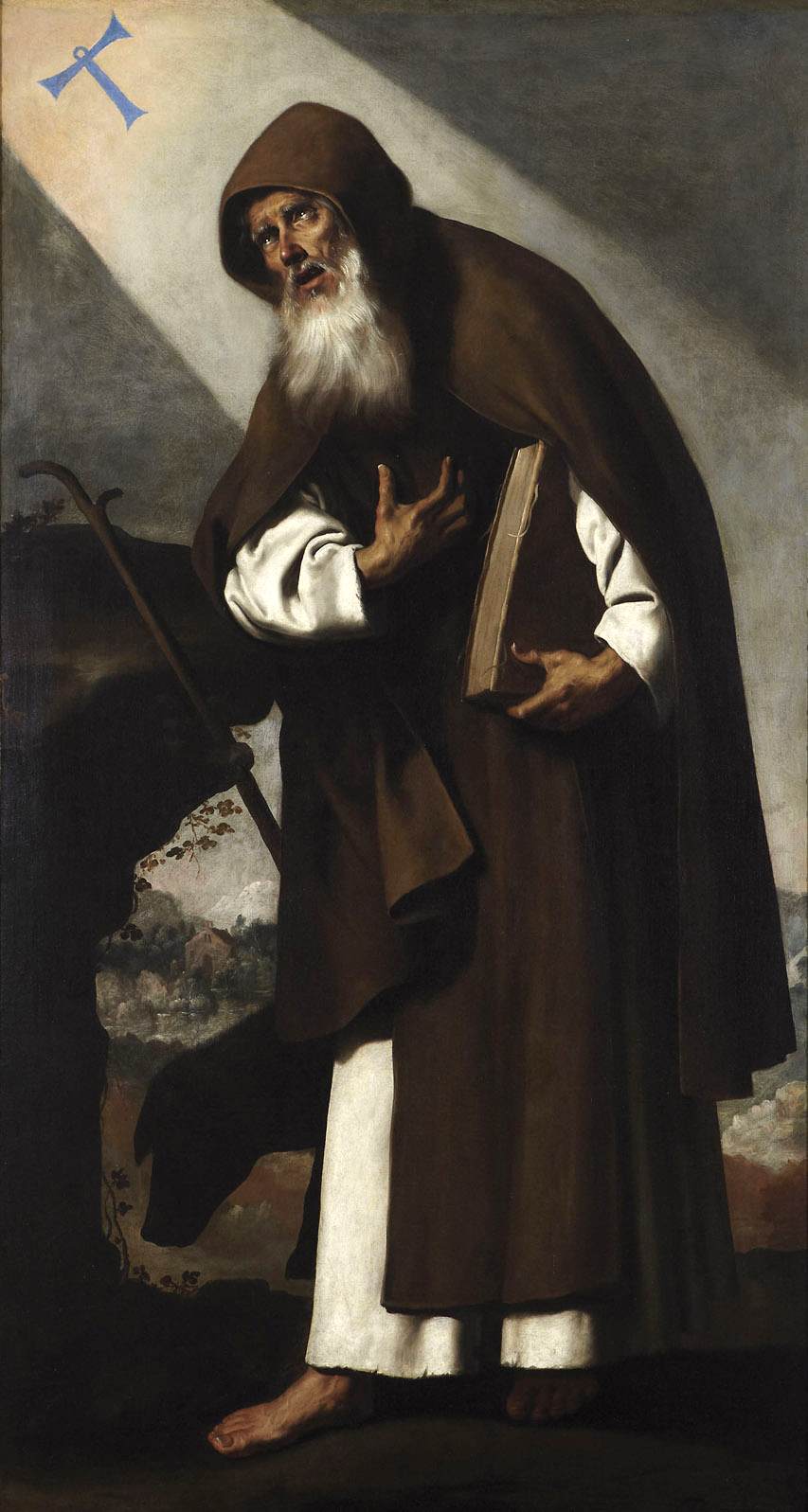
San Antonio, patrono de los animales domésticos y de granja.

- Día Mundial de Bendecir a los Animales.
Este día miles de personas llevan a bendecir a sus mascotas a las iglesias, celebrando el Día de San Antonio Abad, patrono de los animales domésticos y de granja.
- San Antonio, abad (356).[7]
- Santos Espeusipo, Elausipo, Melasipo y Leonila de Capadocia, mártires.
- San Julián Sabas, asceta (c. 377).
- San Marcelo de Die, obispo (510).
- San Sulpicio Pío, obispo (647).
- Beato Gamalberto de Baviera, presbítero (c. 802).
- Santa Roselina de Celle, priora (1329).
- San Jenaro Sánchez Delgadillo, presbítero y mártir (1927).

 Por países
(Por orden alfabético)
- España:
  - Albacete: Fiestas de San Antón.
  - Arcenillas (Zamora): fiesta patronal en honor de San Antón.
  - Elgoibar (Guipúzcoa): fiesta patronal en honor a San Antón.
  - Menorca (Islas Baleares): Día de Menorca.